# Liste der denkmalgeschützten Objekte in Riefensberg
Die Liste der denkmalgeschützten Objekte in Riefensberg enthält die denkmalgeschützten, unbeweglichen Objekte der Gemeinde Riefensberg im Bezirk Bregenz in Vorarlberg.

## Denkmäler
| Foto |                 | Denkmal                                                           | Standort                                  | Beschreibung | Metadaten |
| ---- | --------------- | ----------------------------------------------------------------- | ----------------------------------------- | --- | --- |
| ja   | Datei hochladen | Kapelle hll. Martin und Wendelin HERIS-ID: 21993 Objekt-ID: 18319 | bei Springen 145 Standort KG: Riefensberg | 1726 errichtete und 1979 restaurierte Kapelle im Ortsteil Springen von Riefensberg im Vorarlberg; gemauerter Rechteckbau, schindelgedecktes Satteldach und Zwiebelhaube. Im Kapelleninneren eine Holzempore und ein Altar, der die Marienbekrönung darstellt. | BDA-Hist.: Q37866474 Status: § 2a Stand der BDA-Liste: 2025-06-30 Name: Kapelle hll. Martin und Wendelin GstNr.: .91 Kapelle Heiliger Martin und Wendelin in Riefensberg-Springen Vbg |
| ja   | Datei hochladen | Kath. Pfarrkirche hl. Leonhard HERIS-ID: 21991 Objekt-ID: 18317   | Standort KG: Riefensberg                  | 1426 erbauter schlichter Saalbau unter geknicktem Satteldach; Stichbogenfenster, Turm mit Giebelspitzhelm, eine Flachdecke über der Hohlkehle mit Stuckgesims, eine spätgotische Sakramentsnische und Wandmalereireste an der Chornordwand.                   | BDA-Hist.: Q16269207 Status: § 2a Stand der BDA-Liste: 2025-06-30 Name: Kath. Pfarrkirche hl. Leonhard GstNr.: .1 Pfarrkirche Hl. Leonhard (Riefensberg)                              |
| ja   | Datei hochladen | Kapelle hl. Anna HERIS-ID: 21992 Objekt-ID: 18318                 | bei Niemans 72 Standort KG: Riefensberg   | Im 18. Jahrhundert errichtet; gemauerter Rechteckbau, schindelgedecktes Satteldach sowie langgestreckter Turm mit Giebelspitzhelm; im Inneren ein kreuzgratgewölbter Betraum mit Chor. Das Altarblatt stellt die Hl. Familie und die hl. Anna dar.            | BDA-Hist.: Q37866461 Status: § 2a Stand der BDA-Liste: 2025-06-30 Name: Kapelle hl. Anna GstNr.: .140 St. Annakapelle in Riefensberg Vbg                                              |